# Motor delantero y tracción trasera

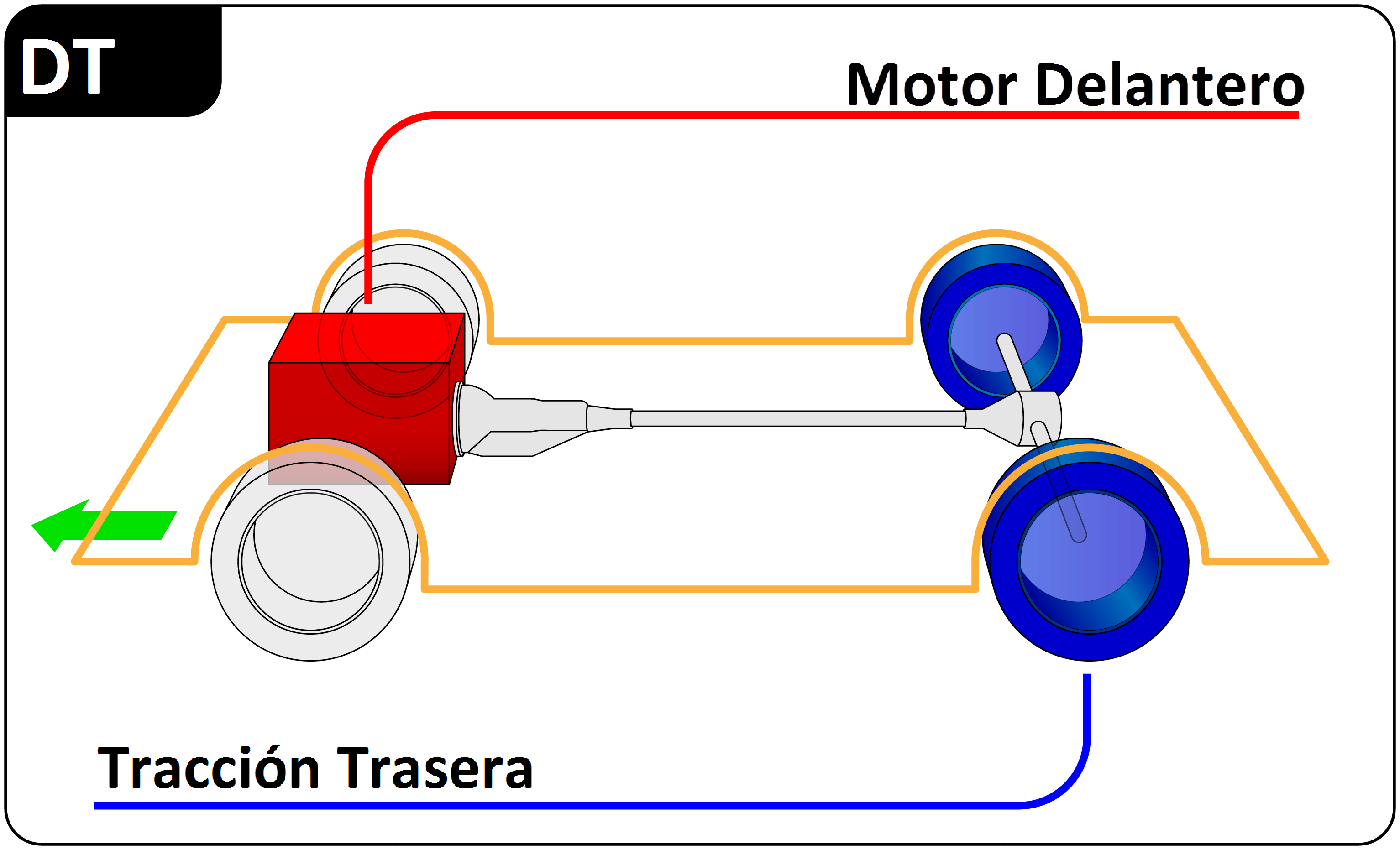
Disposición DT (motor Delantero y tracción Trasera)

En el campo del diseño automovilístico, una  configuración con motor delantero y tracción trasera (DT) es aquella en la que el motor está ubicado en la parte delantera del vehículo y las ruedas motrices están ubicadas en la parte trasera. Fue el diseño tradicional durante la mayor parte del siglo XX. También se utiliza en autobuses de piso alto y autobuses escolares.
Los coches modernos suelen utilizar el diseño de motor delantero y tracción delantera (DD).

## Denominaciones
Cuando se habla de forma genérica de un motor delantero sin más, se entiende que el propulsor está situado por delante del habitáculo del automóvil, aunque de forma general se considera que el centro de masas del motor queda situado por delante del eje delantero. Solo en el caso de que se hable de un motor delantero central, se está especificando que el centro de masas del motor se encuentra por detrás del eje delantero.
Algunos modelos del mismo vehículo pueden clasificarse como DT o DCT, en función de la longitud del motor instalado (por ejemplo, 4 cilindros frente a 6 cilindros), de acuerdo con la posición de su centro de masas en relación con el eje delantero.

### Diseño de motor delantero y tracción trasera (DT)
Si no se especifica lo contrario, en este tipo de vehículos se considera que el centro de masas del motor se encuentra situado por delante del eje delantero. Si se utiliza un motor longitudinal, lo más habitual en los vehículos DT, se tiende a evitar que la posición del centro de masas del motor quede muy por delante del eje delantero, puesto que esta circunstancia hace que el coche tienda a cabecear hacia adelante, reduciendo además el peso sobre eje trasero y su capacidad de tracción y adherencia.    

### Diseño de motor delantero central y tracción trasera (DCT)

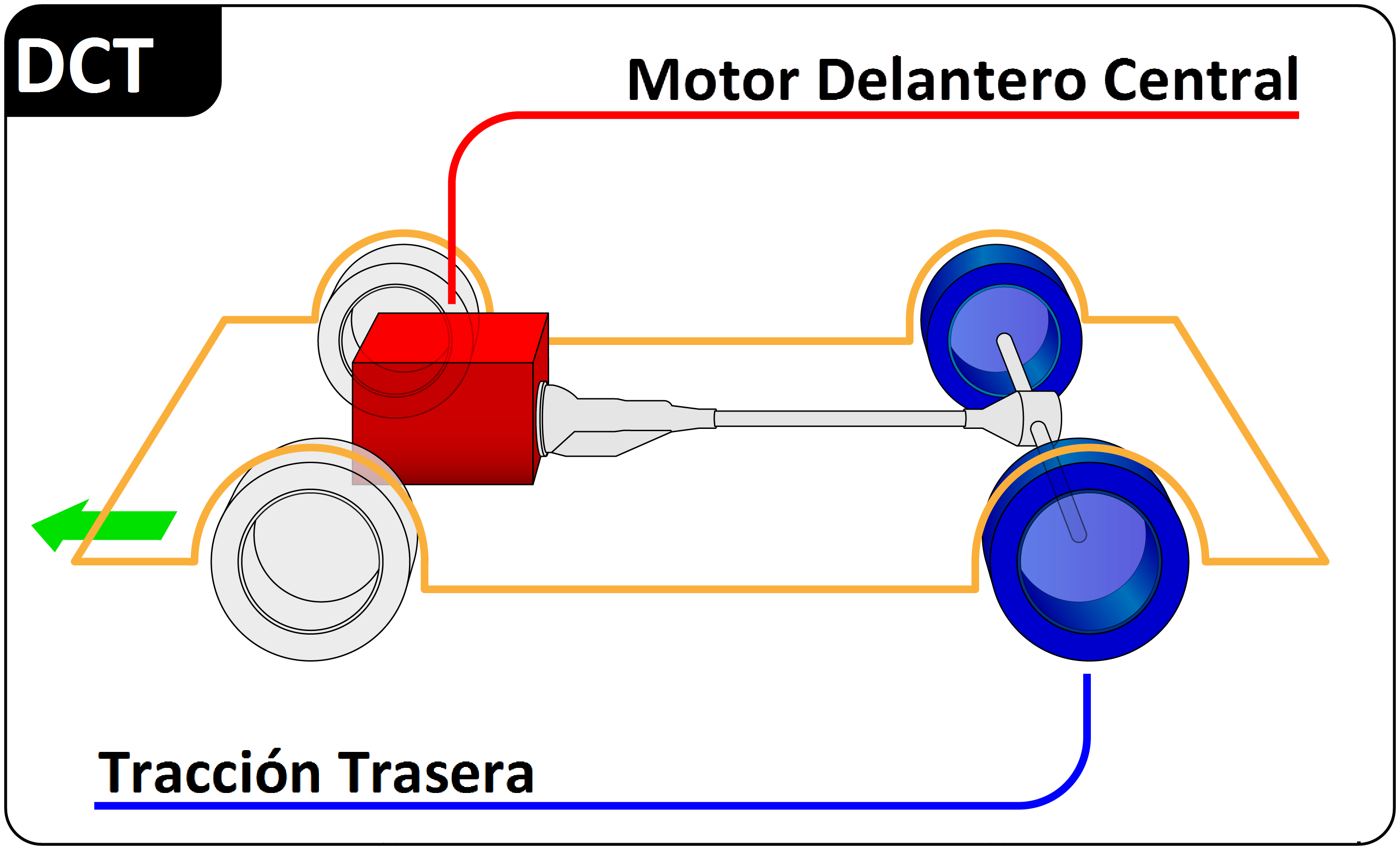
Diseño DCT, el motor está situado por detrás del eje delantero, en el sector central delimitado entre los dos ejes

El centro de masas del motor está colocado por detrás del eje delantero, y las ruedas motrices se sitúan en el eje trasero. En contraste con el diseño del motor delantero y tracción trasera, el motor se desplaza hacia atrás lo suficiente como para que su centro de masas esté situado por detrás del eje delantero. Esta disposición permite equilibrar la distribución de peso y reduce el momento de inercia, mejorando la conducción del vehículo. El diseño mecánico de un automóvil DCT es sustancialmente el mismo que el de un DT.
Características
- Los automóviles DCT a menudo se caracterizan por un capó largo y por tener las ruedas delanteras en una posición muy adelantada, cerca del parachoques delantero. Los grandes turismos suelen tener diseños DCT, ya que un motor trasero no dejaría mucho espacio para los asientos traseros.
- La disposición DCT puede distinguirse de la configuración en la que el motor está ubicado completamente por detrás de la línea central del eje delantero, como en los casos del Nissan Skyline V35, del Infiniti G35 o del Nissan 350Z.
- El diseño DCT era el predominante en la mayoría de los coches de motor delantero/tracción trasera anteriores a la Segunda Guerra Mundial.

### Galería

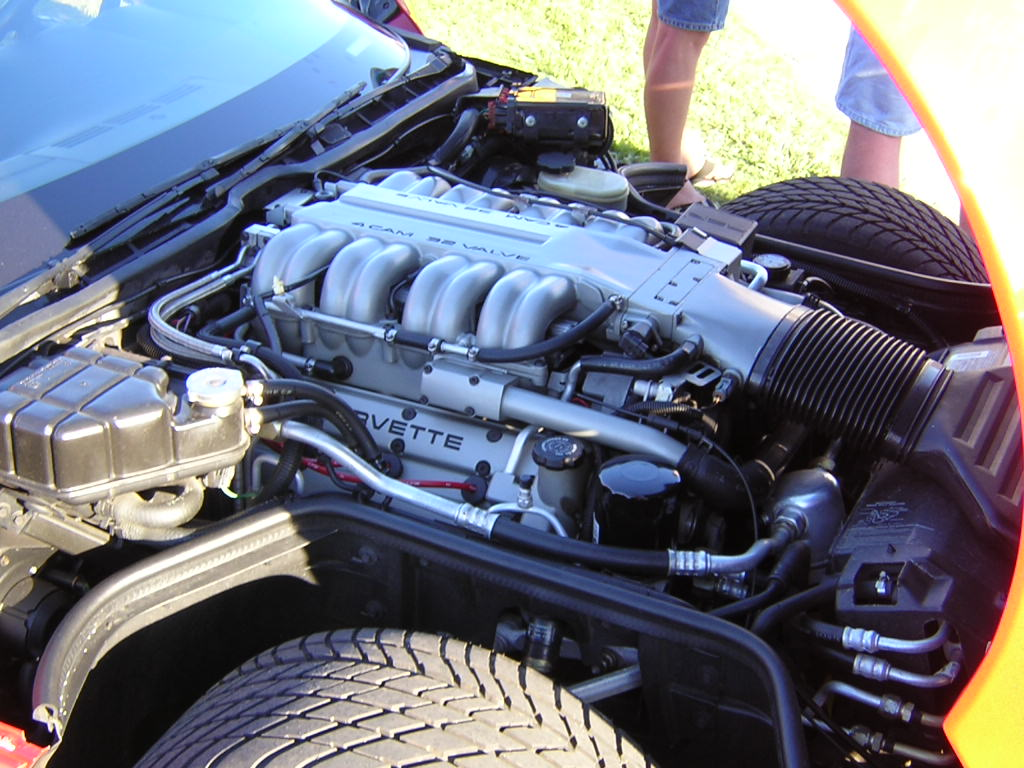
Todos los Chevrolet Corvette desde la segunda generación (modelo de 1963) hasta la séptima generación (modelo de 2019) son diseños DCT como se ve en el compartimiento del motor del Chevrolet Corvette ZR-1
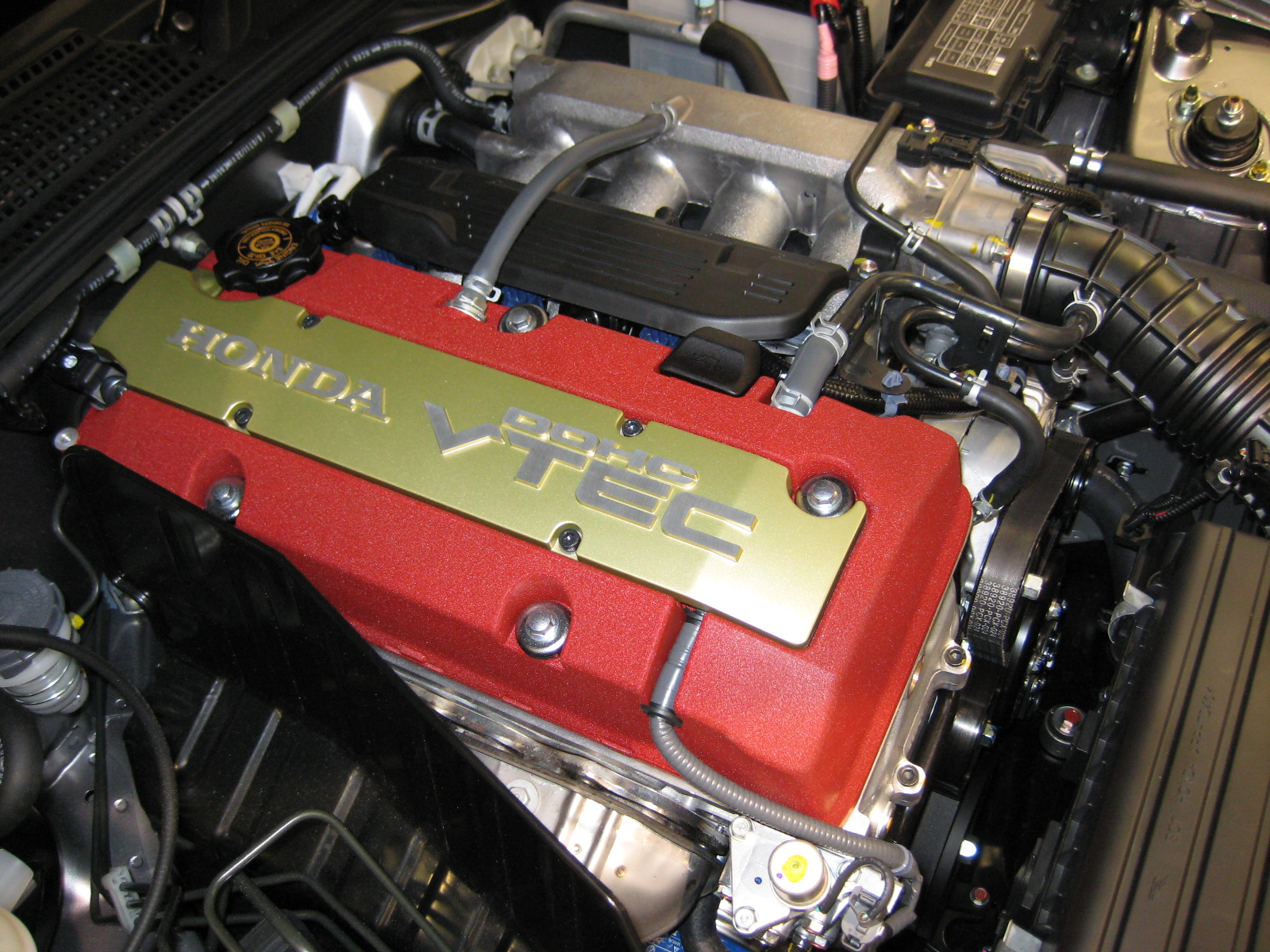
El motor Honda S2000 se encuentra claramente detrás de la parte superior del parachoques
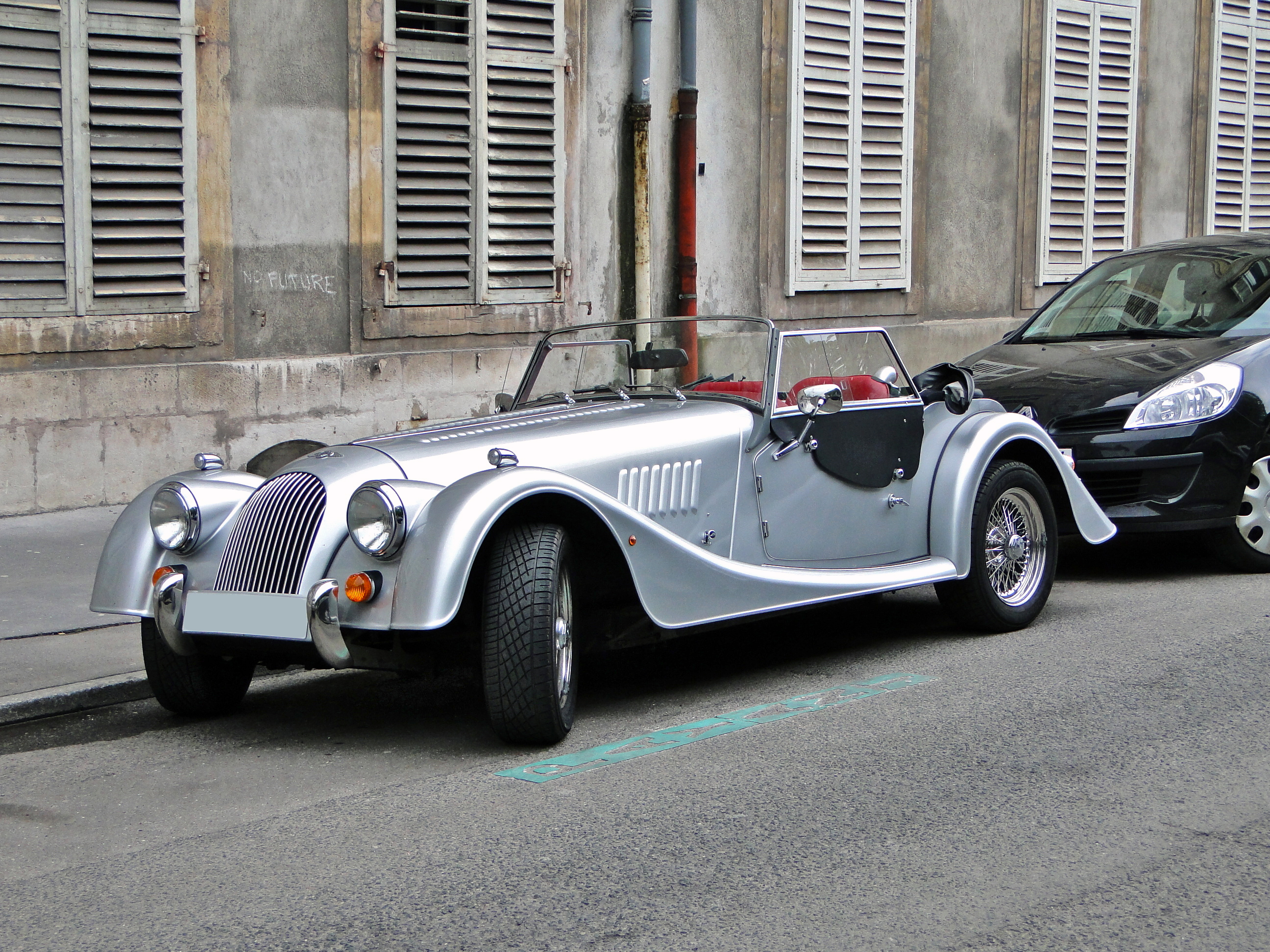
El Morgan +4 y el 4/4 son diseños clásicos de "motor delantero central y tracción trasera"
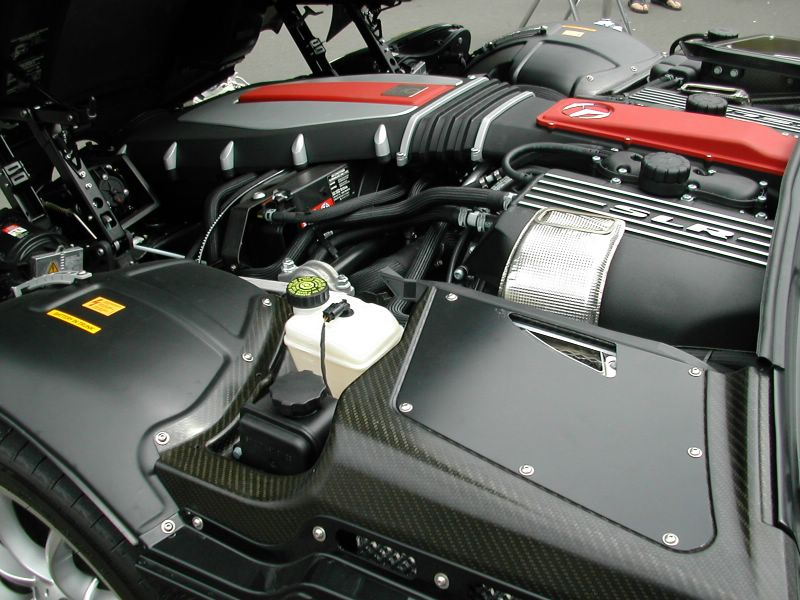
El compartimento del motor del Mercedes-Benz SLR McLaren
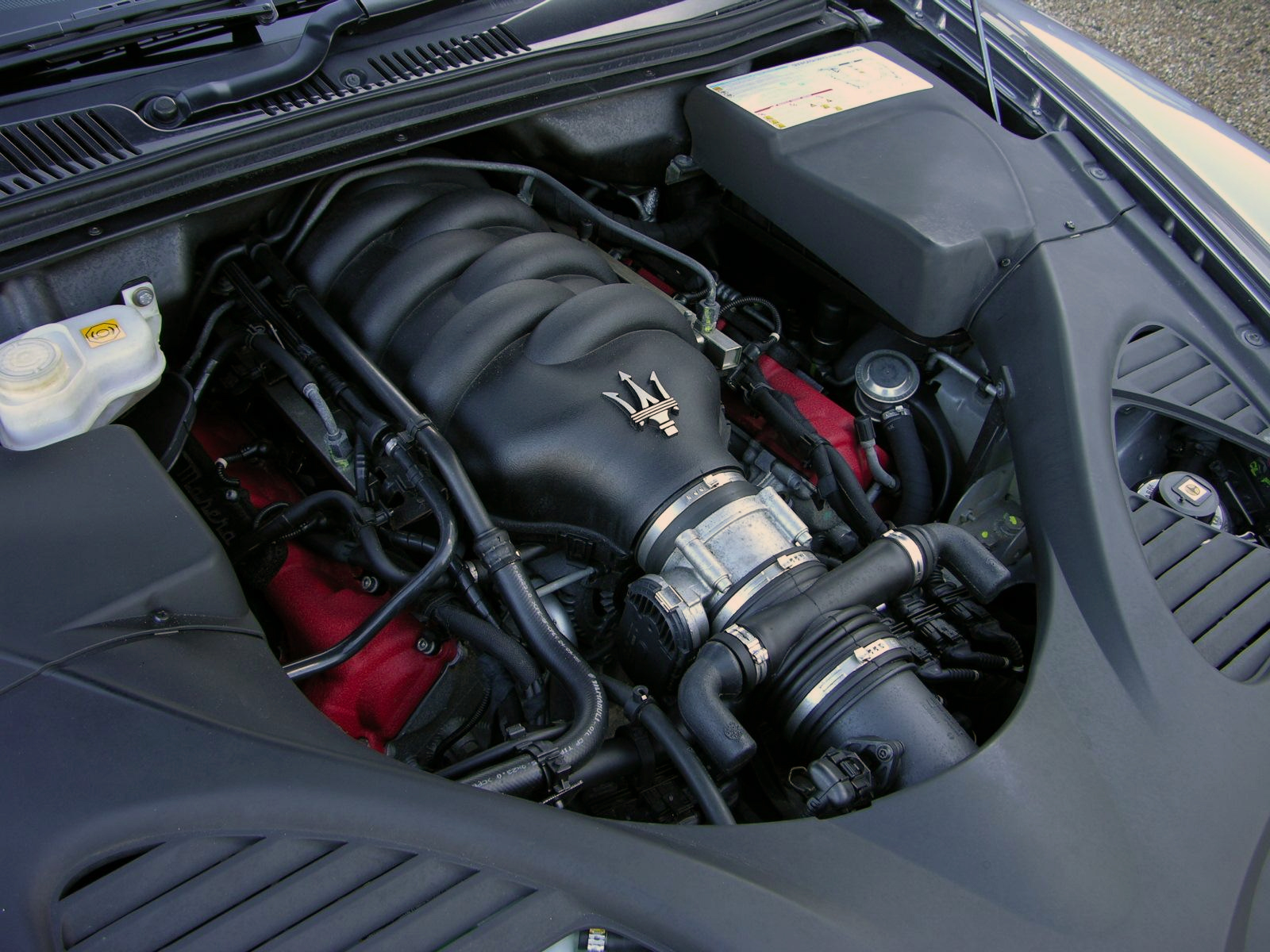
El V8 de 4.2 litros del Maserati Quattroporte V tiene un diseño DCT